# مسجل أجرة ميكانيكي
مسجل أجرة ميكانيكي (بالإنجليزية: Ohmer fare register) هو جهاز ميكانيكي استُخدم في أشكال متعددة لتسجيل وتوثيق أجرة الركاب في عربات الترام والحافلات وسيارات الأجرة خلال أوائل القرن العشرين.

## نبذة تاريخية
اخترع وطور هذا الجهاز أفراد وموظفين من عائلة أوهمر في مدينة دايتون بولاية أوهايو في الولايات المتحدة، وكان من أبرزهم جون أوهمر، الذي أسّس شركة أوهمر لتسجيل الأجرة عام 1898، وشقيقه ويلفريد أوهمر، الذي عمل في شركة متخصصة في أجهزة التسجيل والحساب في مدينة دايتون، أوهايو.
وقد بلغ عدد موظفي هذه الشركة في ذروتها نحو تسعة آلاف عامل، وكانت من أبرز الشركات المصنعة للمعدات الدقيقة خلال الحرب العالمية الأولى.
تغير اسم الشركة إلى شركة أوهمر، وفي عام 1949 استحوذت روكويل الصناعية الدولية عليها.
بحلول منتصف القرن العشرين، أُستبدِلت أجهزة تسجيل الأجرة في الحافلات المدنية بصناديق الأجرة، ثم أُستبدِلت مرة أخرى بأجهزة تذاكر وبطاقات ذكية.
وعلى الرغم من توقف استخدامها العملي، لا تزال بعض أجهزة أوهمر معروضة أو مستخدمة لأغراض تعليمية وتوثيقية في متاحف الترام في أنحاء متفرقة من الولايات المتحدة.
أُطلق اسم أوهمر على إحدى المحطات الواقعة على خط السكك الحديدية شمال ساكرامنتو في مدينة كونكورد بولاية كاليفورنيا، تيمنًا باسم الشركة المصنعة للجهاز. ويشغل موقع هذه المحطة اليوم مركز نورث كونكورد مارتينيز، الذي يعد جزءًا من شبكة النقل السريع في منطقة الخليج.

## أنظر أيضا
- عداد سيارة الأجرة